# نافذة الانتقالات
سوق الانتقالات أو فترة الانتقالات هي الفترة خلال الموسم الكروي، يسمح خلالها بانتقال لاعبي كرة القدم بين الأندية وتسجيل اللاعبين الجدد. وينقسم سوق الانتقالات إلى فترة انتقالات صيفية وتكون قبل بداية الموسم وفترة انتقالات شتوية وتكون في منتصف الموسم.
| فترة انتقالات قبل بداية الموسم | فترة انتقالات منتصف الموسم | الاتحادات                                      |
| ------------------------------ | -------------------------- | ---------------------------------------------- |
| 1 يناير – 31 مارس              | 15 يوليو – 15 أغسطس        | النرويج                                        |
| 1 يناير – 31 مارس              | 14 يوليو – 13 أغسطس        | البرازيل                                       |
| 8 يناير – 2 أبريل              | 16 يوليو – 13 أغسطس        | اليابان                                        |
| 10 يناير – 2 أبريل             | 15 يوليو – 11 أغسطس        | السويد                                         |
| 12 فبراير – 6 مايو             | 9 يوليو – 6 أغسطس          | أمريكا وكندا                                   |
| 1 مارس – 30 أبريل              | 1–31 أغسطس                 | فنلندا                                         |
| 9 يونيو – 1 سبتمبر             | 1 يناير – 1 فبراير         | اسكتلندا                                       |
| 1 يوليو – 31 أغسطس             | 1 يناير – 2 فبراير         | فرنسا, ألمانيا, إيطاليا,[بحاجة لمصدر] إسبانيا, |
| 11 يونيو – 1 سبتمبر            | 5–31 يناير                 | تركيا, دنمارك                                  |
| 17 مايو – 9 أغسطس              | 1–31 يناير                 | إنجلترا                                        |
| 16 يونيو – 8 سبتمبر            | 25 يناير – 22 فبراير       | رومانيا                                        |
| 1 يونيو – 31 يوليو             | 14 يناير – 14 فبراير       | أستراليا                                       |
| 1 ديسمبر – 31 يناير            | 1–30 يونيو                 | كينيا                                          |
| 1 ديسمبر – 31 يناير            | 1–30 يونيو                 | إثيوبيا                                        |
| 11 يونيو – 2 سبتمبر            | 3–31 يناير                 | هولندا                                         |